# Ceabanî
Ceabanî (în ucraineană Чабани) este o așezare de tip urban din raionul Kiev-Sveatoșîn, regiunea Kiev, Ucraina. În afara localității principale, mai cuprinde și satul Novosilkî.

## Demografie
Componența lingvistică a așezării de tip urban Ceabanî
     Ucraineană (92,27%)
     Rusă (7,21%)
     Alte limbi (0,24%)
Conform recensământului din 2001, majoritatea populației așezării de tip urban Ceabanî era vorbitoare de ucraineană (92,27%), existând în minoritate și vorbitori de rusă (7,21%).